# Банкет (филм)
„Банкет” је југословенски филм из 1965. године. Режирао га је Марио Фанели, а сценарио је писао Момо Капор.

## Улоге
| Глумац           | Улога |
| ---------------- | ----- |
| Марија Аљиновић  |       |
| Реља Башић       |       |
| Вања Драх        |       |
| Иво Фици         |       |
| Емил Кутијаро    |       |
| Звонимир Рогоз   |       |
| Иво Сердар       |       |
| Божидар Смиљанић |       |
| Мирко Војковић   |       |